# Desafio Internacional das Estrelas de 2009
O Desafio Internacional das Estrelas de 2009 foi a 5ª edição do Desafio Internacional das Estrelas. Um evento de kart que reúne grandes nomes do automobilismo mundial, promovido pelo piloto brasileiro da Fórmula 1, Felipe Massa. Foi, pela primeira vez, realizado no Kartódromo Arena Sapiens Parque, localizado na capital catarinense Florianópolis, durante os dias 27 e 29 de novembro.
O vencedor do Desafio foi o alemão Michael Schumacher, que sagrou-se bicampeão do evento.

## Cronograma do evento
27 de Novembro: Sexta-feira
- 11:00 - Sorteio dos karts
- 14:00 - Treinos livres

28 de Novembro: Sábado
- 9:00 - Treinos livres
- 13:00 - Treinos cronometrado
- 16:00 - 1ª Bateria

29 de Novembro: Domingo
- 9:00 - Warm Up
- 10:00 - Drivers parade
- 11:00 - 2ª Bateria

## Treinos

### Treino livre
| Pos | Nº | Piloto                 | Tempo  |
| --- | -- | ---------------------- | ------ |
| 1   | 11 | Rubens Barrichello     | 55.601 |
| 2   | 19 | Felipe Massa           | 55.756 |
| 3   |    | Antonio Pizzonia       | 55.821 |
| 4   | 50 | Nelsinho Piquet        | 55.832 |
| 5   | 20 | Vitantonio Liuzzi      | 55.833 |
| 6   | 1  | Michael Schumacher     | 55.873 |
| 7   | 99 | Xandinho Negrão        | 55.901 |
| 8   |    | Marcos Gomes           | 55.959 |
| 9   |    | Popó Bueno             | 55.962 |
| 10  | 17 | João Paulo de Oliveira | 55.968 |
| 11  | 15 | Felipe Giaffone        | 55.973 |
| 12  |    | Vitor Meira            | 56.021 |
| 13  | 21 | Bia Figueiredo         | 56.021 |
| 14  | 05 | Mario Moraes           | 56.030 |
| 15  | 7  | Christian Fittipaldi   | 56.093 |
| 16  | 65 | Max Wilson             | 56.093 |
| 17  |    | Ricardo Zonta          | 56.133 |
| 18  | 18 | Lucas Di Grassi        | 56.133 |
| 19  | 14 | Luciano Burti          | 56.133 |
| 20  |    | Eduardo Berlanda       | 56.142 |
| 21  | 23 | Duda Pamplona          | 56.242 |
| 22  |    | Enrique Bernoldi       | 56.246 |
| 23  |    | Raphael Matos          | 56.425 |
| 24  |    | Tarso Marques          | 56.528 |
| 25  | 6  | Tony Kanaan            | 56.555 |

### Treino classificatório
| Pos                           | Piloto                 | Tempo  |
| ----------------------------- | ---------------------- | ------ |
| 1                             | Nelsinho Piquet        | 57s043 |
| 2                             | Vitor Meira            | 57s063 |
| 3                             | Lucas di Grassi        | 57s135 |
| 4                             | Antonio Pizzonia       | 57s135 |
| 5                             | Vitantonio Liuzzi      | 57s232 |
| 6                             | Michael Schumacher     | 57s237 |
| 7                             | Rubens Barrichello     | 57s293 |
| 8                             | João Paulo de Oliveira | 57s384 |
| 9                             | Tony Kanaan            | 57s566 |
| 10                            | Raphael Matos          | 57s835 |
| Eliminados do Top Qualifying: |                        |        |
| 11                            | Christian Fittipaldi   | 57s082 |
| 12                            | Xandinho Negrão        | 57s099 |
| 13                            | Bia Figueiredo         | 57s100 |
| 14                            | Popó Bueno             | 57s114 |
| 15                            | Duda Pamplona          | 57s193 |
| 16                            | Felipe Giaffone        | 57s281 |
| 17                            | Luciano Burti          | 57s282 |
| 18                            | Felipe Massa           | 57s284 |
| 19                            | Ricardo Zonta          | 57s305 |
| 20                            | Marcos Gomes           | 57s442 |
| 21                            | Enrique Bernoldi       | 57s449 |
| 22                            | Max Wilson             | 57s617 |
| 23                            | Tarso Marques          | 57s915 |
| 24                            | Eduardo Berlanda       | 57s966 |
| 25                            | Mario Moraes           | 58s080 |

## Resultados

### 1ª bateria
| Pos | Piloto                 | Tempo       | Pontos |
| --- | ---------------------- | ----------- | ------ |
| 1   | Michael Schumacher     | 26m28s571   | 25     |
| 2   | Vitantonio Liuzzi      | + 2s768     | 20     |
| 3   | Felipe Massa           | + 4s684     | 16     |
| 4   | Lucas di Grassi        | + 5s553     | 13     |
| 5   | Vitor Meira            | + 6s727     | 11     |
| 6   | Rubens Barrichello     | + 7s989     | 10     |
| 7   | Tony Kanaan            | + 8s288     | 9      |
| 8   | Antonio Pizzonia       | + 8s423     | 8      |
| 9   | Nelsinho Piquet        | + 16s237    | 7      |
| 10  | Duda Pamplona          | + 17s775    | 6      |
| 11  | Ricardo Zonta          | + 26s208    | 5      |
| 12  | Tarso Marques          | + 26s671    | 4      |
| 13  | Enrique Bernoldi       | + 27s088    | 3      |
| 14  | Mario Moraes           | + 27s447    | 2      |
| 15  | João Paulo de Oliveira | + 29s485    | 1      |
| 16  | Popó Bueno             | + 30s511    |        |
| 17  | Luciano Burti          | + 33s342    |        |
| 18  | Felipe Giaffone        | + 38s662    |        |
| 19  | Bia Figueiredo         | + 39s039    |        |
| 20  | Eduardo Berlanda       | + 50s544    |        |
| 21  | Xandinho Negrão        | + 1 volta   |        |
| 22  | Marcos Gomes           | + 18 voltas |        |
| 23  | Raphael Matos          | + 25 voltas |        |
| 24  | Christian Fittipaldi   | + 25 voltas |        |
| 25  | Max Wilson             | + 27 voltas |        |

### 2ª bateria
| Pos | Nº | Piloto                 | Tempo       | Pontos |
| --- | -- | ---------------------- | ----------- | ------ |
| 1   | 19 | Felipe Massa           | 26m01s980   | 20     |
| 2   | 1  | Michael Schumacher     | + 0s087     | 17     |
| 3   | 27 | Vitor Meira            | + 1s301     | 15     |
| 4   | 11 | Rubens Barrichello     | + 1s915     | 13     |
| 5   | 80 | Marcos Gomes           | + 10s038    | 11     |
| 6   | 6  | Tony Kanaan            | + 12s883    | 10     |
| 7   | 65 | Max Wilson             | + 15s159    | 9      |
| 8   | 7  | Christian Fittipaldi   | + 19s812    | 8      |
| 9   | 60 | Raphael Mattos         | + 19s961    | 7      |
| 10  | 21 | Bia Figueiredo         | + 20s031    | 6      |
| 11  | 20 | Vitantonio Liuzzi      | + 20s804    | 5      |
| 12  | 16 | Enrique Bernoldi       | + 21s252    | 4      |
| 13  | 17 | João Paulo de Oliveira | + 21s474    | 3      |
| 14  | 99 | Xandinho Negrão        | + 21s864    | 2      |
| 15  | 14 | Luciano Burti          | + 22s878    | 1      |
| 16  | 77 | Tarso Marques          | + 24s646    |        |
| 17  | 74 | Popó Bueno             | + 25s471    |        |
| 18  | 8  | Eduardo Berlanda       | + 37.944    |        |
| 19  | 3  | Antonio Pizzonia       | + 1 volta   |        |
| 20  | 23 | Duda Pamplona          | + 1 volta   |        |
| 21  | 50 | Nelsinho Piquet        | + 9 voltas  |        |
| 22  | 18 | Lucas Di Grassi        | + 12 voltas |        |
| 23  | 5  | Mario Moraes           | + 21 voltas |        |
| 24  | 10 | Ricardo Zonta          | + 26 voltas |        |
| 25  | 15 | Felipe Giaffone        | + 26 voltas |        |

- Volta mais rápida: Tony Kanaan, 46.905 (92,63 km/h)[3]

### Resultado final
| Pos | Nº | Piloto                 | Pontos |
| --- | -- | ---------------------- | ------ |
| 1   | 1  | Michael Schumacher     | 42     |
| 2   | 19 | Felipe Massa           | 36     |
| 3   | 27 | Vitor Meira            | 26     |
| 4   | 20 | Vitantonio Liuzzi      | 25     |
| 5   | 11 | Rubens Barrichello     | 23     |
| 6   | 6  | Tonny Kanaan           | 19     |
| 7   | 18 | Lucas Di Grassi        | 13     |
| 8   | 80 | Marcos Gomes           | 11     |
| 9   | 65 | Max Wilson             | 9      |
| 10  | 7  | Christian Fittipaldi   | 8      |
| 11  | 3  | Antonio Pizzonia       | 8      |
| 12  | 60 | Raphael Mattos         | 7      |
| 13  | 50 | Nelsinho Piquet        | 7      |
| 14  | 16 | Enrique Bernoldi       | 7      |
| 15  | 21 | Bia Figueiredo         | 6      |
| 16  | 23 | Duda Pamplona          | 6      |
| 17  | 10 | Ricardo Zonta          | 5      |
| 18  | 17 | João Paulo de Oliveira | 4      |
| 19  | 77 | Tarso Marques          | 4      |
| 20  | 99 | Xandinho Negrão        | 2      |
| 21  | 5  | Mario Moraes           | 2      |
| 22  | 14 | Luciano Burti          | 1      |
| 23  | 74 | Popó Bueno             | 0      |
| 24  | 15 | Felipe Giaffone        | 0      |
| 25  | 8  | Eduardo Berlanda       | 0      |